# グランドマスター (騎士団)
グランドマスター（英語: Grand Master）は、騎士修道会や修道会、あるいは民間の結社をも含めた様々な騎士団における、最高位の指導者の階級である。日本語訳は総長。古くはフリーメイソンのグランド・ロッジで1717年にこの名称が使われていた記録がある。
テンプル騎士団やリヴォニア帯剣騎士団などの騎士団では、封建制の階層的身分制度の中での最高位を表していた。かつてのマルタ騎士団やドイツ騎士団のように国家として成立している騎士団の場合には、グランドマスターがすなわち国家元首となる。
現在はほとんどの騎士団が国家としての体裁や実効能力を持っていないため（金羊毛騎士団のように当初からそうであったものも含め）、成立している国家の国王などが騎士団のグランドマスターを兼ねていることも多い。たとえばスペイン金羊毛騎士団の現グランドマスターはスペイン国王フェリペ6世である。